# Sœurs Théatines de l'Immaculée Conception de la Vierge Marie
Les sœurs Théatines de l'Immaculée Conception sont une congrégation religieuse féminine enseignante et hospitalière de droit pontifical.

## Historique

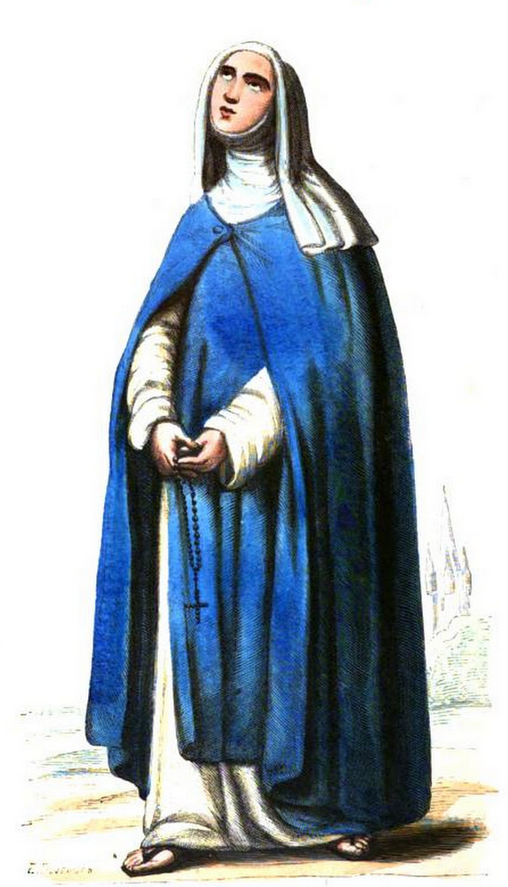
Habit des religieuses théatines

L'institut actuel provient de deux congrégations fondées à Naples à la fin du XVIe siècle par Ursule Benincasa (1547-1618).
En 1583, Ursule fonde à Naples des religieuses de vœux simples imitatrices de la vie active de sainte Marthe : les oblates de la Très Sainte Conception de Marie dédiée avant tout à l'éducation de la jeunesse.
Le 2 février 1617, la fondatrice déclare avoir reçu de l'enfant Jésus la tâche de fonder un nouvel institut de religieuses de vœux solennels, imitatrices de la vie contemplative de sainte Marie-Madeleine. C'est ainsi que se fonde l'ordre des ermites de l'Immaculée Conception de la Vierge Marie, religieuses de clôture stricte, exclusivement dédiées à la prière pour soutenir spirituellement l'œuvre des oblates.
Les constitutions religieuses des ermites et celles des oblates sont approuvées par le pape Grégoire XV le 7 avril 1623 et confirmées par le pape Clément IX; en 1633, le pape Urbain VIII accepte la demande faite par la Mère Benincasa de placer les deux congrégations sous la direction spirituelle des clercs réguliers Théatins dont les religieuses adoptent aussi le nom de théatines.
Les sœurs se répandent rapidement : des couvents sont ouverts à Crémone, Ferrare, Parme, Monreale, Palerme et à l'étranger, mais au XIXe siècle, avec la suppression des monastères, commence leur déclin.
En 1865, le père Giuseppe Paladino organise une communauté de jeunes filles à Palerme et leur donne l'habit des oblates théatines de Naples ; en 1875, il obtient du supérieur général des clercs réguliers théatins de suivre la règle du monastère des théatines de San Giuliano de Palerme. 
Les constitutions de la congrégation sont approuvées par le cardinal Michelangelo Celesia en 1888 et le 7 août 1904, le supérieur général Francesco di Paola Ragonesi affilie la communauté à l'ordre des Théatins. En 1904, l'institut passe officiellement sous la juridiction de l'ordre Théatin : les sœurs adoptent le nom de sœurs Théatines de l'Immaculée Conception. Le Saint-Siège approuve leurs constitutions en 1936 et les confirme en 1947.

## Fusion
- 1948 : Les Filles de Notre-Dame de la Providence fondées à Felanitx sur Majorque le 27 décembre 1891 par le Père Miguel Sureda Lulle et Mère Marie de la Providence Escalas Obrador fusionnent avec les Théatines le 7 octobre 1948.

## Activités et diffusion
Les sœurs se consacrent à l'éducation de l'enfance et de la jeunesse et à la formation chrétienne surtout en terre de mission, la congrégation a récemment étendue son activité apostolique à l'assistance des malades et des handicapés.
Elles sont présentes en :
- Europe : Italie, Espagne.
- Amérique : Brésil, États-Unis, Mexique, Porto Rico.
- Afrique : Bénin.

La maison généralice est à Rome. 
En 2017, la congrégation comptait 172 sœurs dans 28 maisons. 